# ادموند شرایبر
ادموند شرایبر (انگلیسی: Edmond Schreiber; ۳۰ آوریل ۱۸۹۰ – ۸ اکتبر ۱۹۷۲) فرمانده نظامی اهل بریتانیا بود. وی برندهٔ جوایزی همچون نشان حمام شده‌است.